# Sant Quintí d'Ardòvol
Sant Quintí d'Ardòvol és una església del municipi de Prullans (Cerdanya) inclosa en l'Inventari del Patrimoni Arquitectònic de Catalunya.

## Descripció
L'Església de St. Quintí està situada al sud del Mas Sant Quintí, sota les cases de la Bastida. Actualment el mas s'ha abandonat i només s'utilitza com a paller i estable. La capella del mas, situada a un centenar de metres més cap al sud, era de planta rectangular i de reduïdes dimensions, amb una cambra adjacent al costat est. El sostre està esfondrat, però, tot i així l'estat de conservació dels murs és força bo.
L'arc que separa la nau de l'església de la cambra adjacent és un arc de mig punt del mateix tipus que els arcs de les finestres, amb la línia d'imposta entrada respecte de la llum de l'arc. Tots aquests elements han fet que aquesta església s'enquadri en el moment preromànic (veure Barral 1981) essent l'únic exemplar de la comarca que es pot datar en aquest moment.

## Història
El lloc d'Ardòvol apareix citat a l'Acta de Consagració de la Seu d'Urgell del 839 encara que la referència afecta a una altra església del lloc, concretament a la parròquia de Sant Climent.